# Позорје (кратки документарни филм)
„Позорје” је кратки документарни филм из 1967. године. Режирали су га Борислав Гвојић и Бранко Милошевић а сценарио је написао Милутин Мишић.